# つる座ガンマ星
つる座γ星（つるざガンマせい、γ Gru / γ Gruis）は、つる座の3等星である。元々、クラウディオス・プトレマイオスはみなみのうお座の一部としていた。

## 名称
アラビア語で「尾」を意味するアルダナブ (Aldhanab) という固有名を持つ。これはかつて、みなみのうお座の尾に当たる部分にあったことによる。2017年9月5日、国際天文学連合の恒星の命名に関するワーキンググループ (Working Group on Star Names, WGSN) は、つる座γ星の固有名として、Aldhanab を正式に承認した。
古代中国では、敗臼一という名前で知られていた。